# Dominik Reiter
Dominik Reiter est un footballeur autrichien né le 4 janvier 1998 à Grieskirchen. Il joue au poste d'attaquant.

## Biographie

### En club
Il joue son premier match pro le 18 octobre 2016, sous les couleurs du LASK Linz, contre le SC Wiener. 
Il est prêté lors de la saison 2018-2019 au SC Wiener. Il inscrit cette saison là cinq buts en deuxième division, avec un doublé sur la pelouse du FC Liefering.
En 2020, il dispute avec le LASK les seizièmes de finale de la Ligue Europa, face au club anglais de Manchester United.

### En sélection
Dominik Reiter reçoit cinq sélections avec les moins de 19 ans en 2016 et 2017.
Le 4 septembre 2020, il figure pour la première fois sur le banc des remplaçants de l'équipe d'Autriche espoirs, sans entrer en jeu, lors d'une rencontre face à l'Albanie. Ce match perdu 1-5 rentre dans le cadre des éliminatoires de l'Euro espoirs 2021. Quatre jours plus tard, il reçoit sa première sélection avec les espoirs, face à l'Angleterre (défaite 1-2).